# Tổ chức quân đội
Cách tổ chức quân đội là cách cấu tạo của các lực lượng vũ trang của một quốc gia theo tiềm năng quân sự để đáp ứng chính sánh quốc phòng của quốc gia đó. Ở một vài nước, các lực lượng bán quân sự cũng trực thuộc lực lượng vũ trang quốc gia. Các lực lượng vũ trang mà không phải là một phần của các tổ chức quân sự hoặc bán quân sự, chẳng hạn như lực lượng nổi dậy, thường bắt chước theo các tổ chức quân sự, hoặc sử dụng các cấu trúc đặc biệt.

## Quân chủng
Ở hầu hết các nước, lực lượng vũ trang được chia thành ba hoặc bốn quân chủng: lục quân, hải quân, không quân.
Nhiều quốc gia có những biến thể về mô hình chuẩn từ ba hoặc bốn quân chủng cơ bản.
- Brazil: Lục quân, Hải quân Brazil, Không quân Brazil
- Canada: Lục quân, Hải quân Hoàng gia Canada, Không quân Hoàng gia Canada
- Chile: Lục quân, Hải quân Chile, Không quân Chile, Cảnh sát Quốc gia
- Ai Cập: Lục quân, Hải quân, Không quân, Phòng không
- Đức: Lục quân, Hải quân, Không quân, Hội đồng Tham mưu, Joint Medical Services
- Hungary: Lục quân, Không quân
- Ấn Độ: Lục quân, Hải quân, Không quân, Strategic Missile Force, Coast Guard, Paramilitary Forces
- Ý: Lục quân, Hải quân, Không quân, Military Police
- Ba Lan: Lục quân, Hải quân, Không quân, Special Forces
- Trung Quốc: Army, Hải quân, Không quân, Strategic Missile Force
- Nam Phi: Lục quân, Hải quân, Không quân, Military Health Service
- Hà Lan: Lục quân, Hải quân, Không quân, Military Police
- Hoa Kỳ: Lục quân, Hải quân, Không quân, Thủy quân lục chiến, Tuần duyên, Vệ binh quốc gia Hoa Kỳ
- Venezuela: Army, Hải quân, Không quân, National Guard, National Militia
- Việt Nam: Lục quân, Hải quân, Biên phòng, Phòng vệ bờ biển, Phòng không - Không quân, Cảnh sát, Dân quân.

## Đơn vị quân đội
Đơn vị quân đội là một tập thể binh lính cùng quân chủng trong hệ thống tổ chức quân đội. Tùy theo số lính, đơn vị có thể rất nhỏ như tiểu đội (9-10 lính) hay rất lớn như Cụm tập đoàn quân (lên đến 80 vạn quân).
Theo hệ thống của NATO, đơn vị quân đội được sắp theo thứ tự lớn đến nhỏ như bảng dưới đây.
| Ký hiệu NATO (lục quân) APP-6A | Đơn vị (lục quân)                                       | Đơn vị (lục quân) cấu thành                                           | Sĩ quan chỉ huy (lục quân)                          | Đơn vị (hải quân)                 | Sĩ quan chỉ huy (hải quân)  | Đơn vị (không quân)                          |
| ------------------------------ | ------------------------------------------------------- | --------------------------------------------------------------------- | --------------------------------------------------- | --------------------------------- | --------------------------- | -------------------------------------------- |
| XXXXXX                         | Chiến trường, quân khu (theater, mlitary region)        | 4+ cụm tập đoàn quân                                                  | Thống tướng (field marshal)                         | Quân chủng hải quân (navy)        | Thủy sư đô đốc              | Quân chủng không quân, Không lực (air force) |
| XXXXX                          | Cụm tập đoàn quân, phương diện quân (army group, front) | 2-4 tập đoàn quân                                                     | Thống tướng                                         | Vùng Hải quân                     | Thủy sư đô đốc              | Không lực chiến thuật (tactical air force)   |
| XXXX                           | Tập đoàn quân (army)                                    | 2-4 Quân đoàn                                                         | Đại tướng (colonel-general)                         | Hạm đội, Lữ đoàn Hải quân (fleet) | Đô đốc (admiral)            |                                              |
| XXX                            | Quân đoàn (corps)                                       | 2-3 Sư đoàn                                                           | Trung tướng (lieutenant-general)                    |                                   | Phó Đô đốc (vice-admiral)   |                                              |
| XX                             | Sư đoàn (division, legion)                              | 2-4 Lữ đoàn hay Trung đoàn hay gồm 10 tiểu đoàn và các đơn vị yểm trợ | Thiếu tướng (major-general)                         |                                   | Chuẩn Đô đốc (rear-admiral) | Sư đoàn không quân (air division)            |
| X                              | Lữ đoàn (brigade)                                       | 2 trung đoàn hay từ 2-6 Tiểu đoàn trở lên                             | Chuẩn tướng hay Đại tá (brigadier-general, colonel) |                                   |                             | Không đoàn (air wing)                        |
| III                            | Trung đoàn (regiment)                                   | 2-3 tiểu đoàn và các đơn vị hỗ trợ khác                               | Đại tá (colonel)                                    |                                   |                             | Liên đoàn bay (air group)                    |
| II                             | Tiểu đoàn (battalion, cohort)                           | 2-6 đại đội                                                           | Trung tá hay Thiếu tá (lieutenant-colonel, major)   | Hải đoàn (squadron)               | Thượng tá hay trung tá      | Phi đoàn (air squadron)                      |
| I                              | Đại đội (company, battery, squadron)                    | 2 đến 8 trung đội                                                     | Đại úy (captain)                                    | Hải đội                           | Đại uý                      |                                              |
| •••                            | Trung đội (platoon)                                     | 2 tiểu đội hay phân đội                                               | Trung úy hay Thiếu úy (first-, second-lieutenant)   |                                   |                             | Phi đội (air flight)                         |
| ••                             | Phân đội (có súng lớn) (section, patrol)                | 2+ tiểu đội                                                           | Thượng sĩ hay Trung sĩ (staff sergeant, sergeant)   |                                   |                             | Phi tuần (air section, air detail)           |
| •                              | Tiểu đội (squad, crew)                                  | 2-3 tổ đội                                                            | Trung sĩ hay Hạ sĩ (sergeant, corporal)             |                                   |                             |                                              |
| Ø                              | Tổ đội (team, cell)                                     | (2-4 binh sĩ)                                                         | Hạ sĩ (lance-corporal)                              |                                   |                             |                                              |